# Julio Godio
Julio Godio (La Plata, 1939 - Buenos Aires, 20 maig de 2011) va ser un sociòleg i historiador argentí, especialista en temes sindicals i moviment obrer, considerat «una figura intel·lectual clau» dels estudis sobre el moviment obrer argentí.

## Biografia
Fill d'una família de socialistes italians i espanyols, va estudiar filosofia, sociologia i economia en la Universitat Nacional de La Plata, on va ser elegit president de la federació estudiantil el 1958, abans de fer vint anys. Els seus amics i companys d'estudis de llavors, Sergio Karakachoff i Osvaldo Papaleo, el van anomenar «Nikita» en al·lusió a l'aleshores primer ministre soviètic Nikita Khrusxov. Al mateix temps, va jugar futbol com punter dret a Estudiantes de La Plata, des de les inferiors fins a la primera divisió.
En la dècada del 1970 va haver de marxar a l'exili amenaçat pel grup terrorista d'extrema dreta «Triple A», establint-se a Maracaibo, Veneçuela. El 1984 va tornar a residir, encara que només parcialment a causa de les seves activitats a l'estranger, al seu país natal, on acabaria d'instal·lar-se definitivament el 1994.
Va ser investigador de la Universitat de Glasgow (Escòcia), de les universitats veneçolanes de Zulia i Central, i en les universitats argentines de Buenos Aires, Nacional de la Plata i Nacional del Comahue.
Íntimament vinculat al moviment obrer argentí i llatinoamericà, es va exercir com a investigador en diverses universitats de l'Argentina i l'estranger abans de complir funcions per l'Organització Internacional del Treball entre 1986, i 1996 a ACTRAV (Oficina per a les Activitats dels Treballadors).
Va ser autor de diverses de les investigacions més extenses existents sobre els moviments obrers llatinoamericans, incloent una monumental Història de el Moviment Obrer Argentí (1878-2000) en cinc volums, i va desenvolupar una extensa activitat periodística. Va dirigir des de 1997 l'Institut del Món del Treball a l'Argentina, i va ser membre del consell consultiu del Global Labour Institute.
Va morir com a conseqüència d'una aturada cardiorespiratòria provocat per un càncer de pulmó que li havia estat detectat a finals de 2010.

## Publicacions
Godio va ser un prolífic autor de llibres i articles científics i de divulgació. Algunes de les seves obres més destacades són:
- Los orígenes del movimiento obrero (1971), Biblioteca fundamental del hombre moderno vol. 24; Buenos Aires: Centro Editor de América Latina. OCLC 556293.
- Socialismo y luchas obreras (1971), Biblioteca fundamental del hombre moderno vol. 39; Buenos Aires: Centro Editor de América Latina. OCLC 517958.
- El movimiento obrero y la cuestión nacional (1972); Buenos Aires: Erasmo. OCLC 1010825
- La semana trágica de enero de 1919 (1972), Col. Nuestra América; Buenos Aires: Granica. OCLC 656345.
- La caída de Perón (1973); Buenos Aires: Granica. Hi ha edicions posteriors (Buenos Aires: Granica, 1973; id.: Centro Editor de América Latina, 1985).
- Perón y los montoneros (1978); Maracaibo: Universidad del Zulia. OCLC 71518730
- El movimiento obrero de América Latina 1850-1918 (1978), Col. "Universidad y Pueblo;, Bogotá: Ediciones Universidad Simón Bolívar.
- El movimiento obrero latinoamericano 1880-1979, 2 vols. (1979); Buenos Aires: El Cid Editor. Hi ha edicions posteriors (México D.F. i Caracas, 1980 i 1983; Caracas, 1985)
- El movimiento obero venezolano, 3 vols. (1980); Caracas: Ateneo de Caracas e ILDIS. ISBN 8483500094. Hi ha edicions posteriors (Caracas: ILDIS, 1985).
- El último año de Perón (1981), Col. "Universidad y Pueblo"; Bogotá: Ediciones Universidad Simón Bolívar.
- Diálogo sindical Norte-Sur (1982), introducció i selecció de textos; Caracas: Instituto Latinoamericano de Investigaciones Sociales (ILDIS).
- Sindicalismo y política en América Latina (1983); Caracas: Instituto Latinoamericano de Investigaciones Sociales (ILDIS).
- El movimiento sindical latinoamericano en los años '80 (1983); Caracas: Instituto Latinoamericano de Investigaciones Sociales (ILDIS).
- Socialdemocracia, socialcristianismo y marxismo (1985); Caracas: Nueva Sociedad. OCLC 245700121
- La Internacional Socialista en la Argentina (1986), 2 vols., Biblioteca Política Argentina vols. 140-141; Buenos Aires: Centro Editor de América Latina. ISBN 9502514017, ISBN 9502514025.
- 50 años de la C.T.V., 1926-1986 (1986); Caracas: Instituto Latinoamericano de Investigaciones Sociales (ILDIS). ISBN 9806077091.
- Perón: regreso, soledad y muerte (1973-1974) (1986), Biblioteca argentina de historia y política, vol. 44; Buenos Aires: Hyspamérica. ISBN 9506144338.
- La socialdemocracia internacional en la Argentina: su percepción sobre el radicalismo y el peronismo (1986); Buenos Aires: El Cid Editor. ISBN 9505024215.
- Partidos, sindicatos y nuevos movimientos sociales en América Latina (1987); Buenos Aires: Puntosur.
- El movimiento sindical argentino hoy, amb Héctor Palomino (1987); Buenos Aires: Fundació Friedrich Ebert.
- El movimiento sindical argentino (1880-1987), amb Héctor Palomino i Achim Wachendorfer (1988); Buenos Aires: Puntosur.
- El regreso de la negociación colectiva, amb Javier Slodky (1988); Buenos Aires: Fundació Friedrich Ebert.
- Situación actual del sindicalismo latinoamericano: perspectivas hacia el año 2000 (1989); Bogotá: FESCOL - ISMAC -ENS.
- Cogestión en la empresa (1989), Biblioteca Política Argentina vol. 277; Buenos Aires: Centro Editor de América Latina. ISBN 9502515471.
- Democracia política y democratización del Estado en Argentina, amb Javier Slodky (1989); Buenos Aires: Fundació Friedrich Ebert. OCLC 22639343.
- El movimiento obrero argentino 1880-1990, 5 vols. (1987-1991); Buenos Aires: Legasa. ISBN 9506001642, ISBN 9506001553, ISBN 950600126X, ISBN 9506001391, ISBN 9506001014.
- Reflexiones sobre los desafíos actuales del sindicalismo (1991); Quito: FESCOL. ISBN 958927207 Error en ISBN: longitud ni 10 ni 13.
- Los sindicatos en las economías de mercado en América Latina (1993); Bogotá: FESCOL i Fundació Friedrich Ebert de Colòmbia. ISBN 9589272339.
- Economía de mercado, estado regulador y sindicatos (1993); Buenos Aires: Legasa. ISBN 9506001804.
- El peregrinaje del socialismo en el siglo XX - de Marx a Yeltsin (1994); Buenos Aires: Eds. El Cielo por Asalto. ISBN 9879035003.
- Los caminos del poder (1995); Buenos Aires: Corregidor. ISBN 9500508451.
- Pacto Menem-Alfonsín - 1995, el nuevo escenario político (1994); Buenos Aires: Tiempo de Ideas. ISBN 9507450025.
- Rusia, la reconstrucción de una potencia (1996); Buenos Aires: Corregidor. ISBN 9500509083.
- Frepaso: alternancia o alternativa (1996); Buenos Aires, Corregidor, ISBN 9500509660.
- El futuro del empleo en Argentina - trabajo productivo o flexibilidad laboral (1997); Buenos Aires: Corregidor. ISBN 9500510405.
- La Alianza (1998), Buenos Aires: Grijalbo. ISBN 9502802373.
- La incertidumbre del trabajo: ¿qué se esconde detrás del debate sobre la estabilidad laboral en Argentina? (1998); amb Alberto José Robles i Rubén Cortina, Buenos Aires: Corregidor. OCLC 246456521.
- Historia del movimiento obrero argentino (1870-2000), 2 vols. (2000), t. 1. "La época de las corrientes sindicales fundadoras, 1870-1943"; t. 2. "La época de hegemonía del sindicalismo peronista, 1943-2000". Versió sintetitzada i actualitzada de l'obra en 5 vols. de 1991, Buenos Aires: Corregidor. ISBN 9500513188.
- El mundo en que vivimos - Un ensayo sobre el derrumbe del socialismo real y el significado de la "autorrevolución del capital" (2000); Buenos Aires: Corregidor. ISBN 9500513226.
- Sociología del trabajo y política (2001), Col. Punto crítico; Buenos Aires: Atuel. ISBN 9879006844.
- Argentina: en la crisis está la solución (2002); Buenos Aires: Biblos. ISBN 9789507863349.
- ¿Un PT en Argentina? (2003); Buenos Aires: Corregidor. ISBN 9789500514699.
- Argentina: luces y sombras en el primer año de transición (2003); Buenos Aires: Biblos. ISBN 9507863605.
- El MERCOSUR, los trabajadores y el ALCA (2004); Buenos Aires: Biblos. ISBN 9507864040.
- Sociedades de trabajo y sindicalismo sociopolítico en América Latina y el Caribe (2005); Buenos Aires: Corregidor. ISBN 9789500516075.
- La anomalía argentina : de la tierra prometida a los laberintos de la frustración, amb Hugo Mancuso (2006); Buenos Aires: Miño iy Dávila. ISBN 9788496571204.
- El tiempo de Kirchner (2006), col. Política pensada; Buenos Aires: Letra Grifa. ISBN 9789872323608.
- La sociedad del trabajo: una utopía realizable (2007); Buenos Aires: Corregidor. ISBN 9789500517270.
- El tiempo de CFK : entre la movilización y la institucionalidad, amb Alberto José Robles (2008); Buenos Aires: Corregidor. ISBN 9789500517676.
- El futuro de una ilusión: socialismo y mercado (2011); Buenos Aires: Capital Intelectual. ISBN 9789876142748.